# III. třída okresu Jindřichův Hradec
III. třída okresu Jindřichův Hradec patří společně s ostatními třetími třídami mezi deváté nejvyšší fotbalové soutěže v Česku. Je řízena Okresním fotbalovým svazem Jindřichův Hradec. Hraje se každý rok od léta do jara se zimní přestávkou. Vítěz každé ze skupin postupuje do II. třídy okresu Jindřichův Hradec.

## Vítězové

### III. třída okresu Jindřichův Hradec skupina A
| Ročník    | Vítězný tým                  |
| --------- | ---------------------------- |
| 2003/2004 | FK Kardašova Řečice „B“      |
| 2004/2005 | FC Hranice                   |
| 2005/2006 | TJ Sokol Plavsko             |
| 2006/2007 | TJ Sokol Halámky             |
| 2007/2008 | TJ Blesk Klikov              |
| 2008/2009 | Hraničář Staňkov             |
| 2009/2010 | TJ Sokol Kardašova Řečice    |
| 2010/2011 | TJ Slovan Břilice            |
| 2011/2012 | FK Stará Hlína               |
| 2012/2013 | TJ Lokomotiva České Velenice |
| 2013/2014 | TJ Sokol Plavsko             |
| 2014/2015 | Hraničář Staňkov             |
| 2015/2016 | TJ Sokol Halámky             |
| 2016/2017 | Tatran Lomnice nad Lužnicí   |
| 2017/2018 | TJ Sokol Plavsko             |
| 2018/2019 |                              |

### III. třída okresu Jindřichův Hradec skupina B
| Ročník    | Vítězný tým                   |
| --------- | ----------------------------- |
| 2003/2004 | TJ Sokol Deštná               |
| 2004/2005 | SK Vysočina Cizkrajov         |
| 2005/2006 | FK Studená                    |
| 2006/2007 | TJ Kunžak                     |
| 2007/2008 | FK Studená                    |
| 2008/2009 | TJ Dyje Staré Hobzí           |
| 2009/2010 | TJ Jiskra Strmilov            |
| 2010/2011 | FK Jindřichův Hradec 1910     |
| 2011/2012 | TJ Sokol Dešná                |
| 2012/2013 | TJ Dyje Staré Hobzí           |
| 2013/2014 | SK Popelín 1932               |
| 2014/2015 | Sokol Číměř                   |
| 2015/2016 | TJ Kunžak                     |
| 2016/2017 | FC Peč                        |
| 2017/2018 | TJ Sokol Jarošov nad Nežárkou |
| 2018/2019 |                               |